# Tempeh

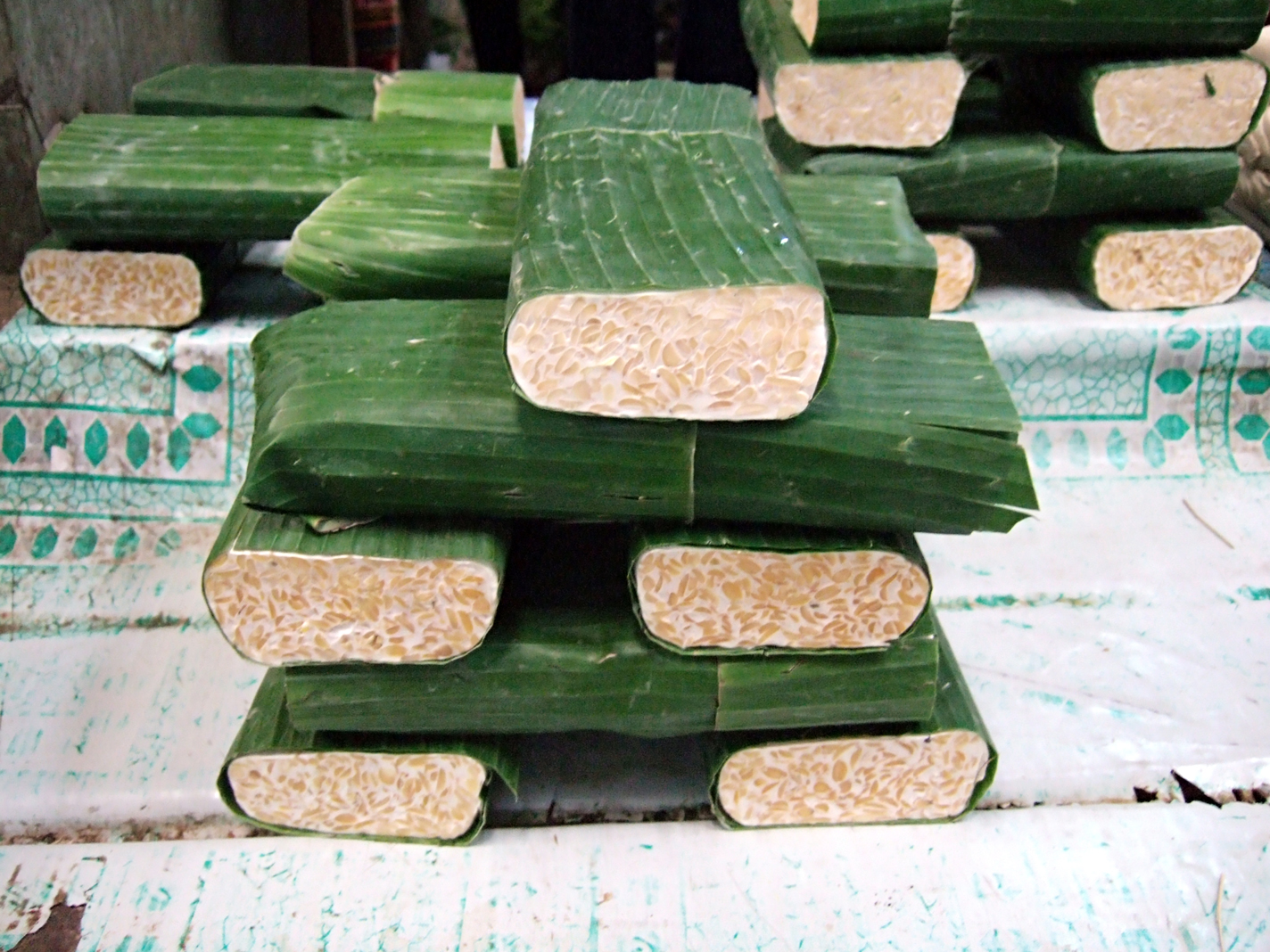
Čerstvý tempeh na tržišti, Jakarta, Indonésie.

Tempeh nebo také tempe je javánský potravinový produkt, který je tvořen sójou a vzniká fermentací. Uvařené sojové boby jsou naloženy do kultury Rhizopus oligosporus nebo Aspergillus oryzae a ta jimi proroste, spojí je a vytvoří tvrdou konzistenci bílé barvy.
Obzvláště je oblíbený na ostrově Jáva, kde jde o hlavní zdroj proteinů. Stejně jako tofu je tempeh vyráběn ze sojových bobů; tempeh je ale zcela jiným produktem s odlišným nutričním složením a strukturou. Díky fermentaci získává tempeh nejen vysoký podíl proteinů, vláknin a vitamínů, ale také intenzivnější aroma. Právě pro jeho výživnou hodnotu je produkt používán ve vegetariánské kuchyni, někdy je i brán jako náhražka masa. Ovšem tempeh byl označován jako „javánské maso“ už dlouho předtím, než lidé objevili jeho výživnou hodnotu.

## Obsah vitamínu B12
Přítomnost vitamínu B12 (přesněji látky ze skupiny kobalaminů) v tempehu byla zdokumentována v několika vědeckých pracích. Vitamín B12 však nevyrábí samotné plísně užívané k fermentaci tempehu, nýbrž přidružené bakterie. Obsah vitamínu B12 v tempehu kolísá mj. v závislosti na druzích zastoupených bakterií a teplotě při fermentaci. V západních zemích je běžnější užívat k fermentaci čistou plísňovou kulturu, vitamínu B12 je pak v tempehu zcela zanedbatelné množství. Zůstává také otázkou, zda se vůbec jedná o formu kobalaminu využitelnou lidským organismem, anebo o neúčinný analog vitamínu B12.